# Boldești-Scăeni
Boldești-Scăeni è una città della Romania di 11 315 abitanti, ubicata nel distretto di Prahova, nella regione storica della Muntenia. 
La città è stata creata nel 1968, unendo i due preesistenti comuni di Boldești e Scăeni.
Piuttosto vicina a Ploiești, la città si trova lungo la Strada Nazionale DN1A (Ploiești-Brașov) e lungo la linea ferroviaria Ploiești-Măneciu.

## Economia
L'economia della città è basata su due principali settori: l'estrazione del petrolio e la viticultura. Circa la metà della superficie della città è costituita da terreni agricoli coltivati a vite, che ne fanno una delle zone vinicole più importanti del Paese.
Un'altra attività industriale della città è costituita da una vetreria, aperta nell'abitato di Scăeni nel 1968; molti degli abitanti sono però impiegati presso le aziende della vicina Ploiești.

## Il falansterio
A Scăeni venne effettuato l'unico tentativo di creare in Romania un falansterio, basandosi sulle teorie di Charles Fourier. Il progetto venne portato avanti nel 1835 da Theodor Diamant, un utopista che aveva incontrato Fourier a Parigi, con la creazione di un falansterio denominato Società Agronomica e Artigianale su un terreno messo a disposizione da Emanoil Bălăceanu, un proprietario terriero locale.
Il tentativo ebbe vita breve: avversato dalle Autorità locali, che lo vedevano come una minaccia, il falansterio durò soltanto un anno e mezzo, fino alla fine del 1836, quando venne chiuso e Diamant e Bălăceanu vebbero esiliati.
La vicenda del falansterio fu il soggetto del film Falansterul, diretto dal regista Savel Stiopul nel 1979.

## Lo stemma
Lo stemma della città è diviso in tre parti: in esso sono rappresentati un cardo (in romeno scai o scaiete) a ricordare il nome di Scăeni, un grappolo d'uva, simbolo dell'attività agricola preminente della zona, e due mani che si stringono, interpretate sia come un ricordo del falansterio sia come l'unione dei due comuni che hanno formato la città.

## Galleria d'immagini

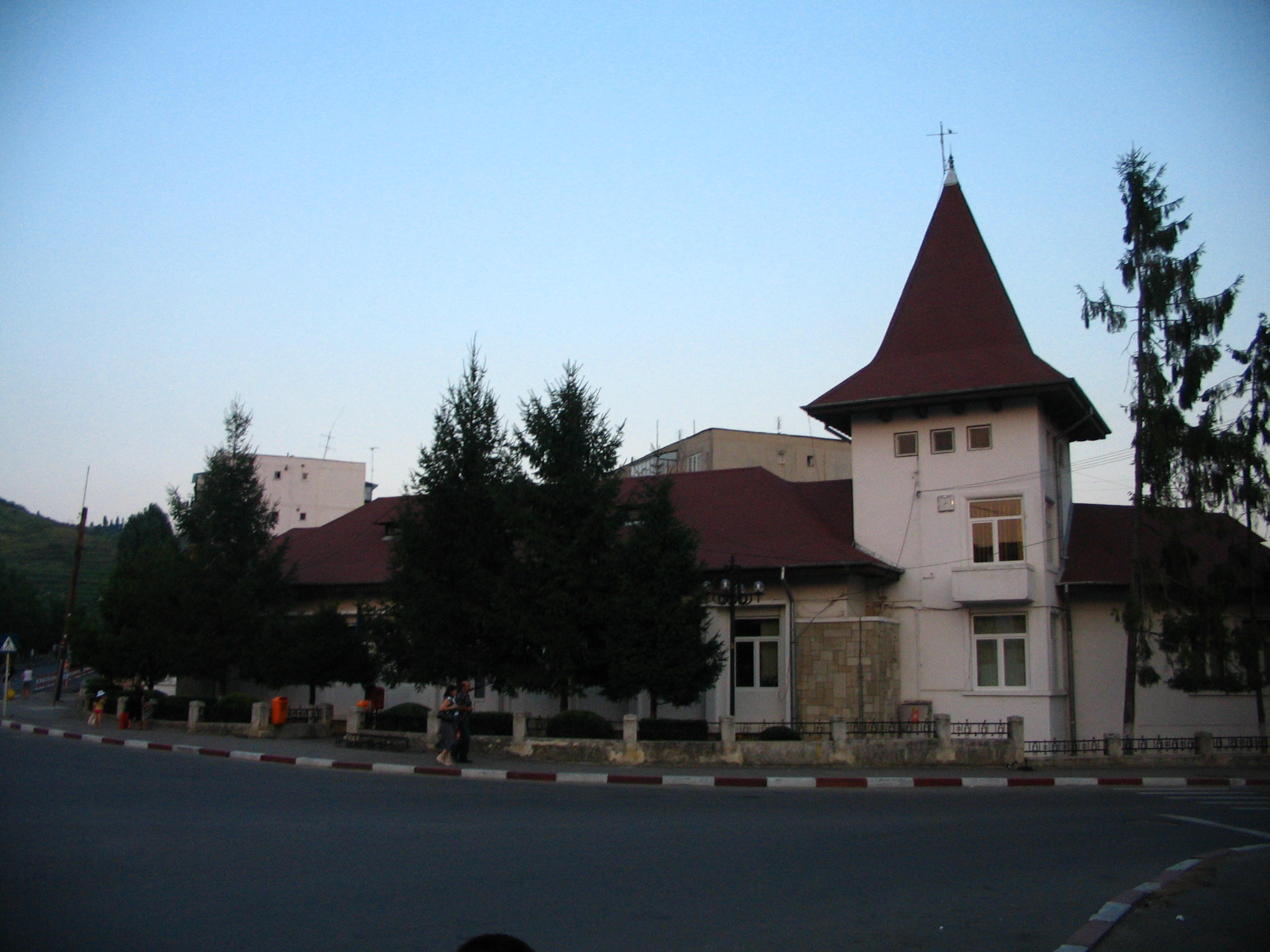
Il Municipio
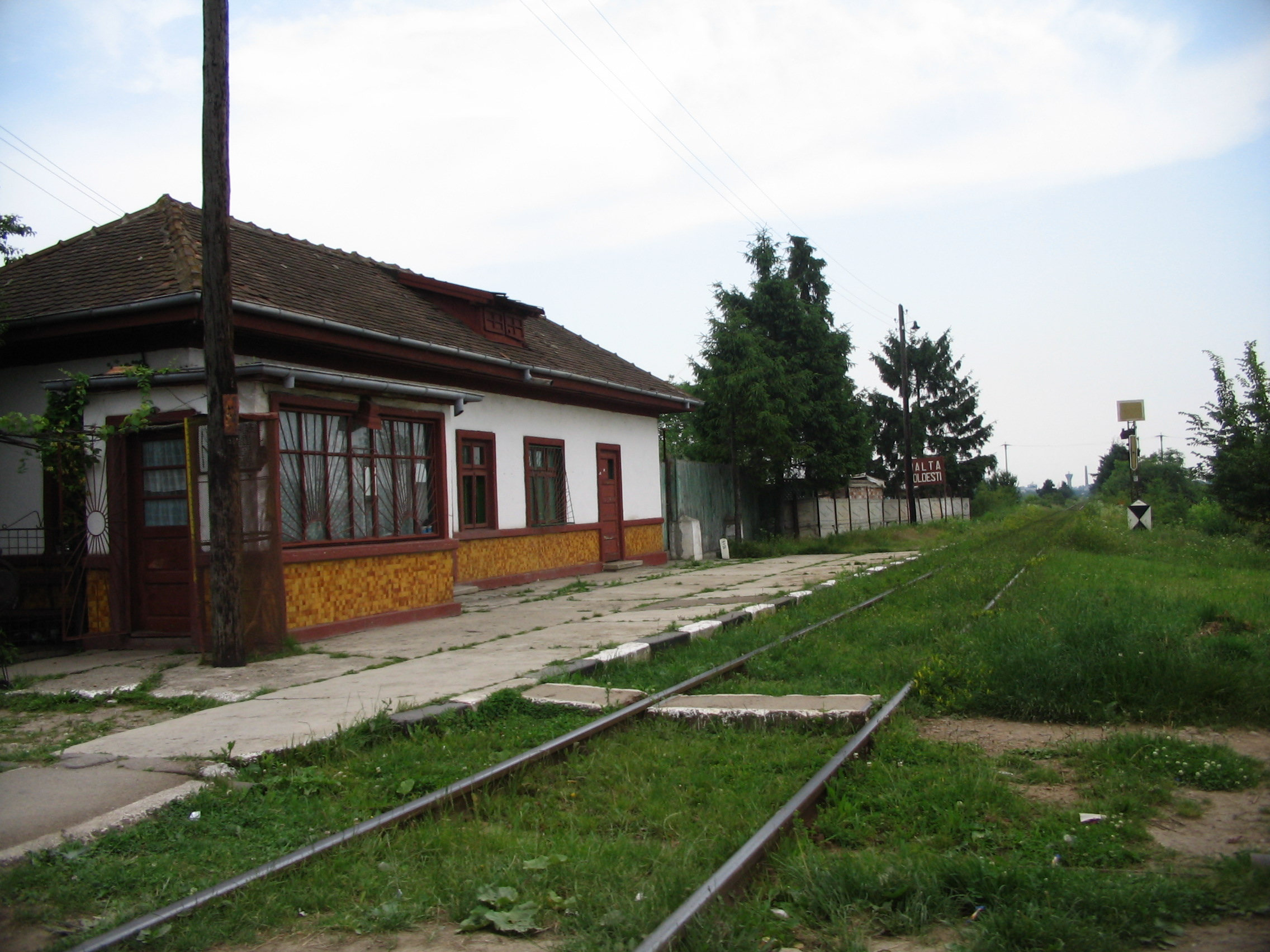
La stazione ferroviaria
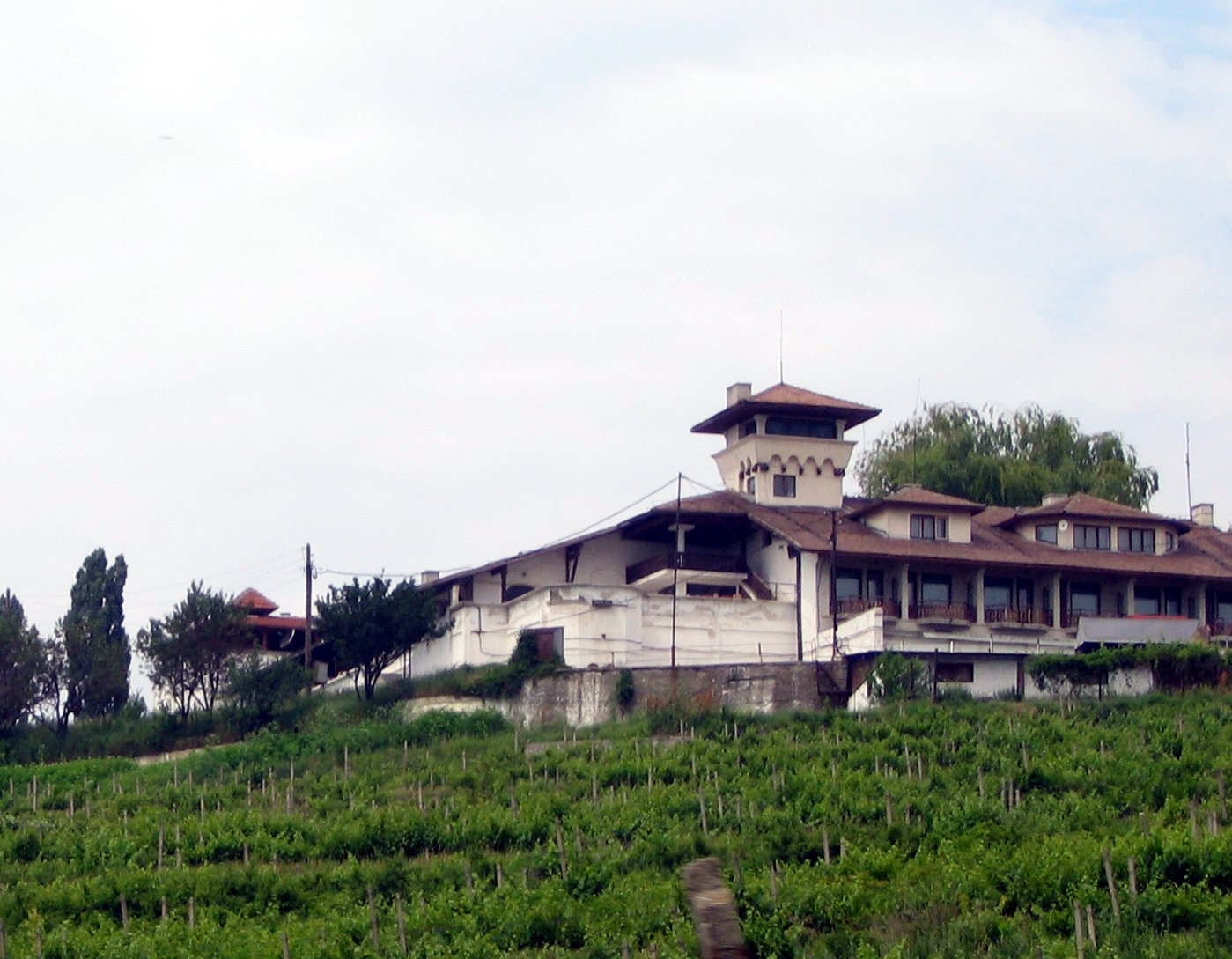
Una struttura turistica circondata da vigneti